# 三島町 (愛媛県)
三島町（みしまちょう）は、愛媛県の東予地方の宇摩郡にあった町。
1954年（昭和29年）11月1日に三島町、松柏村、寒川町、豊岡村、富郷村、金砂村の2町4村の合併で市制施行し伊予三島市となり、自治体としては消滅した。その後、伊予三島市は平成の大合併で四国中央市となり、現在に至る。現在の四国中央市の北部。燧灘に面する。現在は臨海部は数次にわたり埋め立て工事が行われ三島川之江港の一角をなし、また臨海部から内陸にかけて大小の製紙工場の集積する工場地帯となっている。

## 地理
北の燧灘と南の法皇山脈に挟まれ、平地部は東西に細長く緩やかに傾斜している。明治時代に川之江から郡役所が移転してきたことにより発展した。その後、港湾の整備により当地域における製紙産業は成長し、工業都市として発展を遂げた。
村名の由来
「三島」の名は奈良時代から見える古名である。古くは「三嶋」とも記した。三島神社に由来するとする説が有力である。

## 歴史

### 略史
江戸時代
当村を含む宇摩地方の統治者はめまぐるしく変遷を遂げているが、南方の四国山中に発見された別子銅山の運営の関係によるものである。今治藩による代官所ができるまでは寒村であった。
- はじめ松山藩領。
- 1636年（寛永13年） - 一柳氏領。
- 1643年（寛永20年） - 幕府領、松山藩預かり。
- 1698年（元禄11年） - 今治藩領。代官所がおかれ、今治藩領の当地一帯の中心の村となっていった。
- 安政期以降、水不足が当地にて農業を営む上で障害とされてきた。当時から、法皇山脈の南側の地域（嶺南地域）からの導水が発想としてはあったが、大規模な工事を必要とすることから、実現に至らなかった。現在にいたる銅山川疏水の構想の始まりである。

明治以降
- 1895年（明治28年） - 川之江町から宇摩郡役所などが移転。これを契機に宇摩地域の中心地として発展を遂げ始める。川之江では騒動が発生するほどの事件であった。
- 1898年（明治31年） - 三島高等小学校設置。
- 1908年（明治41年） - 三島女学校設置。
- 1917年（大正6年） - 国鉄予讃本線伊予三島駅開業。
- 1919年（大正8年） - 同、伊予土居駅延伸。
- 1930年（昭和5年） - 三島港が地方港湾指定。工業港として発展を遂げる。
- 1950年（昭和25年）3月17日 - 三島小学校に昭和天皇が行幸（昭和天皇の戦後巡幸）[1]。

### 村の沿革
- 1889年（明治22年）12月15日 - 町村制施行により、三島村の区域をもって、三島村が発足する。大字は置かず。
- 1898年（明治31年）11月21日 - 町制施行し、三島町となる。
- 1944年（昭和19年）4月1日 - 三島町、中曾根村、中之庄村及び松柏村が合併し、改めて三島町が発足する。
- 1950年（昭和25年）10月1日 -三島町の区域から松柏村が分立する。
- 1954年（昭和29年）11月1日 -三島町、松柏村、寒川町、豊岡村、富郷村及び金砂村が合併し、伊予三島市が発足する。

```
三島村・三島町の系譜
（町村制実施以前の村）　（明治期）　　　　　　　　　（昭和の合併）　（平成の合併）
　　　　　　　　　　　　町村制施行時　　　　　　　
　　　　　　　　　　　　　　　　あ　　　い　う　　　　　昭和29年11月1日　
三島━━━━━━━━━三島村━━三島町━┳━┳━━━━┓合併・市制施行
　　　　　　　　　　　　　　　　　　　　┃　┃　　　　┣伊予三島市━┓
　　　　　　　　　　　中曽根村━━━━━┫　┃　　　　┃　　　　　　┃
　　　　　　　　　　　中之庄━━━━━━┫　┃　　　　┃　　　　　　┃
　　　　　　　　　　　松柏村━━━━━━┛　┗松柏村━┫　　　　　　┃
　　　　　　　　　　　豊岡村━━━━━━━━━━━━━┫　　　　　　┃
　　　　　　　　　　　　　　　　　　　　　　え　　　　┃　　　　　　┃
　　　　　　　　　　　寒川村━━━━━━━━寒川町━━┫　　　　　　┃
　　　　　　　　　　　金砂村━━━━━━━━━━━━━┫　　　　　　┃
　　　　　　　　　　　富郷村━━━━━━━━━━━━━┛　　　　　　┃
　　　　　　　　　　　　　　　　　　　　　　　　　　　　　　　　　　┃平成16年4月1日
　　　　　　　　　　　　　　　　　　　　　　　　　　　　　　　　　　┃新設合併
　　　　　　　　　　　　　　　　　　　　　　　　　　　　　　　　　　┣四国中央市
　　　　　　　　　　　　　　　　　　　　　川之江市━━━━━━━━━┫
　　　　　　　　　　　　　　　　　　　　　新宮村━━━━━━━━━━┫
　　　　　　　　　　　　　　　　　　　　　土居町━━━━━━━━━━┛
　　　　　　　　　　　　　　　　　　　　　　　　　
あ – 明治31年11月21日 三島村が町制施行、三島町に
い – 昭和19年4月1日 三島町、中曽根町、中之庄、松柏村が合併し三島町に
う – 昭和25年10月1日 三島町から松柏村が分立
え – 昭和27年6月1日 寒川村が町制施行し寒川町に

（注記）三島村以外の合併以前の系譜はそれぞれの市町村の記事を参照のこと。

```

## 地域
旧三島村がそのまま三島村となった。大字はなし。昭和19年の合併時に、旧三島村以外の旧村は大字となった。
平成の合併により四国中央市になった今日では、「三島」を冠する。
旧三島町に含まれる地域
三島朝日1 - 3丁目、三島紙屋町、三島宮川1 - 4丁目、三島中央1 - 5丁目、三島金子1 - 3丁目、中曽根町（なかぞね- ）、中之庄町（なかのしょう- ）、具定町（ぐじょう- ）

## 産業
古くから製紙産業が発達し、現在、四国有数の工業出荷額となっている製紙産業の中枢部となっている。

## 交通
国鉄予讃本線が東西に横断している。町内に伊予三島駅。
これにほぼ平行して国道11号が東西に走る。
現在は臨海部は三島川之江港の一部となっている。

## 名所
- 三島神社

## 出身者
- 降魔研暢 - 僧侶。高野山真言宗の管長。